# Magyar európai parlamenti képviselők listája (2009–2014)
Az Európai Parlamentbe (EP) a 2009-es európai választásokon összesen 27 magyar nemzetiségű politikus jutott be: 22-en Magyarországról, hárman Romániából és ketten Szlovákiából. 19 képviselő az Európai Néppárt (Kereszténydemokraták), 4 az Európai Szocialisták Pártja, 1 az Európai Konzervatívok és Reformerek frakciójában ül, hárman függetlenek.

## Magyarországról
| Név                 | EP-frakció                             | Küldő párt                                                      |
| ------------------- | -------------------------------------- | --------------------------------------------------------------- |
| Bagó Zoltán         | Európai Néppárt (Kereszténydemokraták) | Fidesz – Magyar Polgári Szövetség – Kereszténydemokrata Néppárt |
| Bánki Erik          | Európai Néppárt (Kereszténydemokraták) | Fidesz – Magyar Polgári Szövetség – Kereszténydemokrata Néppárt |
| Bokros Lajos        | Európai Konzervatívok és Reformerek    | Magyar Demokrata Fórum                                          |
| Deutsch Tamás       | Európai Néppárt (Kereszténydemokraták) | Fidesz – Magyar Polgári Szövetség – Kereszténydemokrata Néppárt |
| Gál Kinga           | Európai Néppárt (Kereszténydemokraták) | Fidesz – Magyar Polgári Szövetség – Kereszténydemokrata Néppárt |
| Glattfelder Béla    | Európai Néppárt (Kereszténydemokraták) | Fidesz – Magyar Polgári Szövetség – Kereszténydemokrata Néppárt |
| Göncz Kinga         | Európai Szocialisták Pártja            | Magyar Szocialista Párt                                         |
| Gurmai Zita         | Európai Szocialisták Pártja            | Magyar Szocialista Párt                                         |
| Gyürk András        | Európai Néppárt (Kereszténydemokraták) | Fidesz – Magyar Polgári Szövetség – Kereszténydemokrata Néppárt |
| Hankiss Ágnes       | Európai Néppárt (Kereszténydemokraták) | Fidesz – Magyar Polgári Szövetség – Kereszténydemokrata Néppárt |
| Herczog Edit        | Európai Szocialisták Pártja            | Magyar Szocialista Párt                                         |
| Járóka Lívia        | Európai Néppárt (Kereszténydemokraták) | Fidesz – Magyar Polgári Szövetség – Kereszténydemokrata Néppárt |
| Kósa Ádám           | Európai Néppárt (Kereszténydemokraták) | Fidesz – Magyar Polgári Szövetség – Kereszténydemokrata Néppárt |
| Kovács Béla         | független                              | Jobbik Magyarországért Mozgalom                                 |
| Morvai Krisztina    | független                              | Jobbik Magyarországért Mozgalom                                 |
| Őry Csaba           | Európai Néppárt (Kereszténydemokraták) | Fidesz – Magyar Polgári Szövetség – Kereszténydemokrata Néppárt |
| Pelczné Gáll Ildikó | Európai Néppárt (Kereszténydemokraták) | Fidesz – Magyar Polgári Szövetség – Kereszténydemokrata Néppárt |
| Schöpflin György    | Európai Néppárt (Kereszténydemokraták) | Fidesz – Magyar Polgári Szövetség – Kereszténydemokrata Néppárt |
| Surján László       | Európai Néppárt (Kereszténydemokraták) | Fidesz – Magyar Polgári Szövetség – Kereszténydemokrata Néppárt |
| Szájer József       | Európai Néppárt (Kereszténydemokraták) | Fidesz – Magyar Polgári Szövetség – Kereszténydemokrata Néppárt |
| Szegedi Csanád      | független                              | Jobbik Magyarországért Mozgalom                                 |
| Tabajdi Csaba       | Európai Szocialisták Pártja            | Magyar Szocialista Párt                                         |

### Nem töltötték ki mandátumukat
| Név           | EP-frakció                             | Küldő párt                                                      |
| ------------- | -------------------------------------- | --------------------------------------------------------------- |
| Áder János    | Európai Néppárt (Kereszténydemokraták) | Fidesz – Magyar Polgári Szövetség – Kereszténydemokrata Néppárt |
| Balczó Zoltán | független                              | Jobbik Magyarországért Mozgalom                                 |
| Győri Enikő   | Európai Néppárt (Kereszténydemokraták) | Fidesz – Magyar Polgári Szövetség – Kereszténydemokrata Néppárt |
| Schmitt Pál   | Európai Néppárt (Kereszténydemokraták) | Fidesz – Magyar Polgári Szövetség – Kereszténydemokrata Néppárt |

## Romániából
| Név           | EP-frakció                             | Küldő párt                          |
| ------------- | -------------------------------------- | ----------------------------------- |
| Sógor Csaba   | Európai Néppárt (Kereszténydemokraták) | Romániai Magyar Demokrata Szövetség |
| Tőkés László  | Európai Néppárt (Kereszténydemokraták) | Romániai Magyar Demokrata Szövetség |
| Winkler Gyula | Európai Néppárt (Kereszténydemokraták) | Romániai Magyar Demokrata Szövetség |

## Szlovákiából
| Név             | EP-frakció                             | Küldő párt             |
| --------------- | -------------------------------------- | ---------------------- |
| Bauer Edit      | Európai Néppárt (Kereszténydemokraták) | Magyar Koalíció Pártja |
| Mészáros Alajos | Európai Néppárt (Kereszténydemokraták) | Magyar Koalíció Pártja |

## Lásd még
- Magyar európai parlamenti képviselők listája (2004–2009)
- Magyar európai parlamenti képviselők listája (2014–2019)

## Külső hivatkozások
- Ki volt a legjobb EP-képviselőnk? – Index, 2014. április 30.